# Guadalix de la Sierra
Guadalix de la Sierra és un municipi de la Comunitat de Madrid. Limita al nord amb Navalafuente i Cabanillas de la Sierra, al nord-est amb Venturada, a l'oest amb El Vellón, al sud-oest amb Pedrezuela, al sud amb Colmenar Viejo, a l'oest amb Miraflores de la Sierra i al nord-oest amb Bustarviejo.

## Curiositats
A Guadalix de la Serra va tenir lloc el rodatge de la pel·lícula de Luis García Berlanga, Bienvenido, Mister Marshall, i en la balconada de l'ajuntament, en la plaça del poble que encara es pot visitar, Pepe Isbert va pronunciar les famoses paraules: "Com a alcalde vostre que soc, us dec una explicació...". Darrerament és conegut per tenir-hi la ubicació la casa del programa concurs de Telecinco, Gran Hermano.